# Herb gminy Konopnica (powiat wieluński)
Herb gminy Konopnica – symbol gminy Konopnica.

## Wygląd i symbolika
Herb przedstawia na tarczy w polu błękitnym złotą podkowę ocelami do góry, w jej środku złoty krzyż kawalerski, a nad nią jastrzębia trzymającego w szponach jabłko. Jest to godło z herbu Jastrzębiec oraz nawiązanie do sadów gminy.